# È tornato Sabata... hai chiuso un'altra volta
È tornato Sabata… hai chiuso un'altra volta (br:O Retorno de Sabata) é um filme italiano, de 1971, do subgênero Western spaghetti, dirigido por Gianfranco Parolini e estrelado por Lee Van Cleef.

## Sinopse
Sabata se torna em um associado de circo que realiza shows de pistoleiros anuais. Ao se apresentar na pequena cidade de Hobsonville, ele reencontra Clyde, ex-colega. A cidade está sob os punhos de ferro do Irlandês Joe McIntock, o qual impõe altas taxas para manter a "segurança" dos cidadãos. Sabata se insurge contra esse sistema corrompido e, com a ajuda de seu parceiro Bronco e Clyde, precisa cavalgar mais uma vez pelo Velho Oeste—desta vez atrás de Joe McIntock e sua quadrilha.

## Produção
Co-produção italiana, francesa e monegasca, esse faroeste spaghetti é o terceiro de uma trilogia, precedido por Ehi amico... c'è Sabata, hai chiuso! e Indio Black, sai che ti dico: Sei un gran figlio di....

## Elenco
- Lee van Cleef - Sabata
- Reiner Schone - Clyde, Tenente
- Giampiero Albertini - Joe McIntock
- Ignazio Spalla - Bronco
- Annabella Incontrera - Maggie
- Gianni Rizzo - Jeremy Sweeney
- Jacqueline Alexandre - Jackie Sweeney
- Aldo Canti - Acrobata loiro
- Vassili Karis - Acrobata moreno
- Steffen Zacharias - Donovan
- Pia Giancaro - Diane
- John Bartha - Xerife
- Gunther Stoll - Josiah Pickles
- Franco Fantasia - Funcionário do circo